# Emancipation (2022)
Emancipation ist ein Historienfilm des US-amerikanischen Filmregisseurs Antoine Fuqua, der die Lebensgeschichte des versklavten Afroamerikaners Gordon erzählt.
Der Actionthriller feierte seine Premiere am 1. Oktober 2022 in Washington, D.C. Am 9. Dezember 2022 wurde die Filmbiografie per Video-on-Demand veröffentlicht.

## Produktion und Veröffentlichung
Produzent Joey McFarland begann im Jahr 2018 mit Hintergrundrecherche und der Vorproduktion. Im Juni 2020 wurde über die damals anstehende Verfilmung der Lebensgeschichte des „Sklaven“ Gordon berichtet, die auf dem Script von William N. Collage beruht. Regisseur Antoine Fuqua äußerte dazu: „Es ist jetzt fast zwei Jahre her, seit ich das Drehbuch zum ersten Mal gelesen habe. Es hat mein Herz und meine Seele auf so viele Arten getroffen, die unmöglich zu vermitteln sind […] Es gibt Traurigkeit, es gibt Wut, es gibt Liebe, Glauben und Hoffnung […].“
Warner Bros, Metro-Goldwyn-Mayer, Lionsgate und Universal Pictures wollten sich die Verfilmungsrechte sichern, jedoch wurden sie mit dem 130 Millionen US-Dollar umfassenden Produktionsangebot von Apple überboten. Von der Summe erhält Hauptdarsteller Will Smith 35 Millionen US-Dollar.
Die Dreharbeiten sollten im Juni 2021 in Georgia beginnen, doch wurde im April 2021 durch ein von Smith und Fuqua verlesenes Statement angekündigt, den Film aufgrund des in Georgia verabschiedeten Election Integrity Act nicht in jenem Bundesstaat zu drehen, weil sie „nicht guten Gewissens eine Regierung wirtschaftlich unterstützen” können, „die rückschrittliche Wahlgesetze erlässt, die darauf abzielen, den Wählerzugang einzuschränken.“ Als neuer Drehort wurde New Orleans (Louisiana) ausgewählt. Die Umorganisation hat laut Berichten etwa 15 Millionen US-Dollar gekostet. Die Dreharbeiten begannen im Juni 2021 und fanden aufgrund von positiven COVID-19-Testungen mit Unterbrechungen vorerst bis August 2021 statt. Im Mai 2022 wurde die Veröffentlichung des Films verschoben, wobei die angegebenen Gründe zahlreiche Produktionsverzögerungen, die Kontroverse darüber, dass Will Smith Chris Rock bei den 94. Oscar-Verleihung ohrfeigte, sowie ein überfüllter Filmveröffentlichungsplan von Apple waren.
Die Premiere fand auf einer Konferenz der US-amerikanischen Non-Profit-Organisation Congressional Black Caucus Foundation am 1. Oktober 2022 statt. Eine weitere Aufführung war am 24. Oktober 2022 in Los Angeles. Ein Trailer wurde Mitte November 2022 veröffentlicht. Am 9. Dezember 2022 wurde die Filmbiografie auf Apple TV+ veröffentlicht.

## Auszeichnungen
Black Reel Awards 2023
- Nominierung als Beste Nachwuchsdarstellerin (Charmaine Bingwa)
- Nominierung für die Beste Kamera (Robert Richardson)[16]

NAACP Image Awards 2023
- Auszeichnung als Bester Hauptdarsteller (Will Smith)
- Nominierung als Bester Film
- Nominierung für die Beste Regie (Antoine Fuqua)
- Nominierung als Bestes Schauspielensemble
- Nominierung für das Beste Kostümdesign (Francine Jamison-Tanchuck)[17]